# 吉安·卡洛·梅诺蒂
吉安·卡洛·梅诺蒂（義大利語：Gian Carlo Menotti，1911年7月7日—2007年2月1日），意大利裔美国作曲家、歌剧台本作家。被认为是20世纪最重要的歌剧作曲家之一。

## 生平
梅诺蒂出生于意大利北部瓦雷泽省的卡德利安诺-维康纳戈，他从小就有极高的音乐天赋，11岁便写出了自己第一部歌剧的台本和音乐，年岁稍大之后便到米兰接受正规音乐教育。1928年赴美国，在柯蒂斯音乐学院学习，曾与伦纳德·伯恩斯坦，还有塞缪尔·巴伯做同学，梅诺蒂与后者的深入交往从学生时代就开始了。此后，巴伯长期作为梅诺蒂的同性恋情人以及艺术合作者，两人曾一度同居一室。梅诺蒂后来在柯蒂斯音乐学院任教，并创作了大量作品，主要是歌剧，曾两度获得普利策奖。1958年他在意大利斯波莱托创办了“两个世界音乐节”。1984年获肯尼迪中心荣誉奖。晚年他曾一度居住于苏格兰。2007年在摩纳哥逝世。
梅诺蒂虽然一般自我定义为美国作曲家，但他也一直拥有意大利公民身份。

## 音乐
梅诺蒂是20世纪主要的歌剧作曲家之一，所作歌剧基本上都是自己创作台本，他甚至自己导演自己的作品。梅诺蒂在20世纪先锋派音乐的大潮中，一方面坚守意大利歌剧的传统，如他的早期作品《阿梅利亚赴舞会》中体现的；一方面则力求歌剧更接近百老汇的风格，以满足美国观众的大众趣味。故其歌剧作品虽然看起来显得风格保守，但深受欢迎。梅诺蒂的成功也与他的戏剧和旋律天赋分不开。他的《老处女与小偷》是世界最早的广播歌剧之一，他的《阿马尔与夜来客》则是第一部为电视而作的歌剧，后者后来成为美国圣诞节音乐的经典之一。他的其他名作还有歌剧《神巫》《电话》《领事》《布利克街的圣者》《救命！救命！外星人来了》《戈雅》（多明戈主演）、芭蕾《塞巴斯蒂安》以及几部协奏曲等。
梅诺蒂还为巴伯的几部歌剧创作了台本，包括著名的《伐奈莎》。